# Бекчурин, Мендияр
Бекчурин (Бекшорин) Мендияр (тат. Бикчурин Миндияр, баш. Биксурин Миңлейәр, 1740—1821) — посол, татарский, российский этнограф

## Биография
В 1750 году — переводчик старотатарского языка в канцелярии Оренбургского генерал-губернатора. Несколько раз совершал дипломатические поездки к казахам Среднего и Младшего жузов. В 1778—1779 годах передал приглашение султану Тогыму в Петербург.
В 1780—1781 годах во главе российского посольства отправился через казахские степи из Оренбурга в Бухару. Записи об этом путешествии опубликован во 2-й книге «Шығыс жинағы» («Восточный сборник», 1916).
Первым словарем башкирского языка считается его рукописный «Перевод слов на башкирский язык», датируемый 1781 годом.
В 1790 году Бекчурин и оренбургский муфтий Мухамеджан Хусаинов встречались с Сырымом Датовым. В 1795 году участвовал в избрании Есим-хана султаном Младшего жуза.
В 1803 году с караваном Я. П. Гавердовского посетил Бухару. В 1817 году Бекчурин записал и опубликовал в газете «Санкт-Петербургские ведомости» (1839, № 17) казахскую сказку «Барса келмес» («Пойти и не вернуться»).
В 1819 году в составе российского посольства побывал в Хиве.